# Källstorps kyrka
Källstorps kyrka är en kyrkobyggnad i Källstorp på Söderslätt i Skåne. Den tillhör Källstorps församling i Lunds stift.

## Kyrkobyggnaden
Källstorps kyrka är byggd 1858-60  i nygotisk  stil efter ritningar av professor Carl Georg Brunius. Byggmästare var C T Ljungberg. Kyrkan som invigdes 1860 ersatte en medeltida kyrka från 1200-talet. Byggnadsmaterialet utgjordes av handslaget rött tegel.
1896 byggdes tornet om efter ritningar av Salomon Sörensen. Det tidigare låga tornet med pyramidformad huv ersattes av ett nytt utfört i maskinslaget tegel .Tornbyggnaden förhöjdes och försågs med trappgavlar och en hög spira krönt av ett kors. Vid samma tid byggdes en ny sakristia.
Interiören med sina  kryssvalv  är präglad renoveringen 1894-97. Valven är försedda med dekor i form av blomrankor. Vid renoveringen avlägsnades en skärmvägg som skilde   långhuset och  koret från den tidigare bakomliggande sakristian. Härigenom utökades koret och försågs samtidigt med glasmålningar.

## Inventarier
- Dopfunten från 1200-talet är gjord i sandsten och har formen av en fyrklöver.
- Glasmålningarna i koret är utförda  1894-97 av Svante Thulin.
- Predikstol en i nygotik tillkom vid renoveringen 1894-97.
- Öppen bänkinredning. (Ombyggda 1894-97).
- Orgelläktare, byggd 1860.

### Orgel
- Den nuvarande orgel byggdes 1864 av Johan Nikolaus Söderling, Göteborg och är en mekanisk orgel.

| Huvudverk I    | Svällverk II        | Pedal   | Koppel   |
| Principal 16´  | Rörfleut 8´         | Bihängd | I/P      |
| Borduna 16'    | Vox Retusa 8'       |         | II/P     |
| Principal 8'   | Salicional 8'       |         | II/I     |
| Corni 8'       | Fleut ocktaviant 4' |         | I 4'/I   |
| Gedakt 8'      | Violin 4'           |         | II 4'/II |
| Octava 4'      | Crescendosvällare   |         |          |
| Octava 2'      |                     |         |          |
| Cornett 3 chor |                     |         |          |
| Basun 16'      |                     |         |          |
| Trumpet 8'     |                     |         |          |